# Экологическая проблема
Экологи́ческая пробле́ма — проблема, в результате которой происходит нарушение окружающей среды. Может подразделяться на проблемы:
- связанные с взаимодействием человека и природы,
- связанные с воздействием человека на окружающую среду.

Вместе с идентификацией данной проблемы в 1960—1970 гг. происходит формулировка задачи по охране окружающей среды от загрязнения и пр.; предотвращения стихийных бедствий. Параллельно с этим развивается экологическая культура и экологическое образование, направленное на развитие экологического сознания.
По мнению философа А. Н. Павленко, сущность «экологической проблемы» заключается в несоответствии между естественной природой человека и искусственно сооружаемой средой обитания. При этом следствием такой сущности проблемы является, в частности, отсутствие экологической проблемы при античном рабстве («экологически чистым») по сравнению с новоевропейским гуманизмом («экологически грязным»).